# Lutzomyia cuzquena
Lutzomyia cuzquena är en tvåvingeart som beskrevs av Martins A. V., Llanos B. Z., Silva J. E. 1975. Lutzomyia cuzquena ingår i släktet Lutzomyia och familjen fjärilsmyggor. Inga underarter finns listade i Catalogue of Life.